# William Harrison Martin

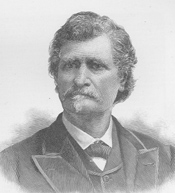
William Harrison Martin

William Harrison Martin (* 23. Mai 1823 bei Eufaula, Alabama; † 3. Februar 1898 bei Hillsboro, Texas) war ein US-amerikanischer Politiker. Zwischen 1887 und 1891 vertrat er den Bundesstaat Texas im US-Repräsentantenhaus.

## Werdegang
William Martin besuchte die öffentlichen Schulen seiner Heimat. Nach einem anschließenden Jurastudium in Troy und seiner Zulassung als Rechtsanwalt begann er in diesem Beruf zu arbeiten. Im Jahr 1850 zog er nach Texas, wo er weiterhin als Anwalt praktizierte. Gleichzeitig schlug er als Mitglied der Demokratischen Partei eine politische Laufbahn ein. Zwischen 1853 und 1857 gehörte er dem Senat von Texas an. Zu Beginn des Bürgerkrieges stellte er eine Kompanie für das Heer der Konföderation auf. Danach diente er in diesem Heer direkt unter dem Kommando von Robert E. Lee. Bis 1865 nahm er an allen von Lee geschlagenen Schlachten teil. Er war auch bei dessen Kapitulation in Appomattox Court House anwesend.
Nach dem Krieg war Martin in Athens als Rechtsanwalt tätig. Im Jahr 1872 wurde er Bezirksstaatsanwalt. Nach dem Rücktritt des Abgeordneten John Henninger Reagan, der in den US-Senat gewählt worden war, wurde Martin bei der fälligen Nachwahl für den zweiten Sitz von Texas als dessen Nachfolger in das US-Repräsentantenhaus in Washington, D.C. gewählt, wo er am 4. November 1887 sein neues Mandat antrat. Nach einer Wiederwahl konnte er bis zum 3. März 1891 im Kongress verbleiben. Nach dem Ende seiner Zeit im US-Repräsentantenhaus praktizierte Martin wieder als Anwalt in Athens. Er starb am 3. Februar 1898 auf seinem Anwesen nahe Hillsboro, wo er auch beigesetzt wurde.